# Gup
Gup (Abchazsky : Гәыҧ, gruzínsky გუფი – Gupi) je vesnice v Abcházii v Okresu Očamčyra. Nachází se severně od okresního města Očamčyra. Vesnice se táhne od severu k jihu podél pravého břehu řeky Aaldzga. Ve vesnici žije 818 obyvatel, z nichž 98 % jsou Abcházci. V rámci Abcházie má status obecního centra.

## Hranice
Ze severu je obec ohraničena Kavkazem ,na severozápadě sousedí s obcí Arasadzich, na západě s obcí Tchina na východě s Okresem Tquarchal, na jihu s obcemi Akuaskia a Džal.

## Demografie
Ve vesnici žilo v roce 2011 818 obyvatel, z nichž 98,5 % jsou Abcházci, 1,0 % Rusové a 0,4 % Gruzínci. První dochované sčítání lidu zde proběhlo v roce 1886, při kterém zde žilo 2 023 obyvatel a téměř všichni byli Abcházci. V roce 1926 zde žilo 2 936 obyvatel, z nichž 97,2 % byli Abcházci, a 1,5 % Gruzínci. V roce 1959 zde žilo už jen 1 984 obyvatel (přesné počty obyvatel podle národností z této doby neexistují ,ale během stalinistické éry sem byli nastěhování Gruzínci a Megrelové a během celé sovětské éry zde tvořili většinu obyvatel) a v roce 1989 1 759 obyvatel. Během války v letech 1992–1993 došlo k dalšímu úbytku obyvatel při kterém odešli téměř všichni Gruzínci i Megrelové.

## Historické dělení
Atara se historicky dělí na šest částí:
- Adžampazra
- Ašuaa Pguajua
- Eškyt
- Zagan
- Padgu
- Čacvkyt